# William Hugh Smith

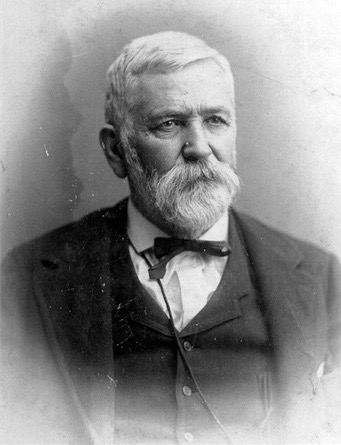
William Hugh Smith

William Hugh Smith (* 26. April 1826 im Fayette County, Georgia; † 1. Januar 1899 in Birmingham, Alabama) war ein US-amerikanischer Politiker (Republikanische Partei) und von 1868 bis 1870 der 21. Gouverneur von Alabama.

## Frühe Jahre und politischer Aufstieg
William Smith zog mit seinen Eltern Jeptha und Nancy Smith 1839 ins Randolph County in Alabama. Dort erhielt er eine wissenschaftliche Ausbildung, studierte Jura, wurde 1850 als Anwalt zugelassen und eröffnete mit seinem Partner James Aiken eine Kanzlei. Smith begann seine politische Karriere im Repräsentantenhaus von Alabama. Dort war er zwischen 1855 und 1859 tätig. 1860 gehörte er dem Electoral College zur Wahl des US-Präsidenten an; im folgenden Jahr scheiterte er bei seinem Versuch, für den provisorischen Konföderiertenkongress zu kandidieren. 1862 überquerte Smith die Unionslinien und verblieb dort bis Kriegsende. Anschließend kehrte er nach Alabama zurück und ersuchte um eine Begnadigung. Später wurde Smith zum Richter des 10. Gerichtsbezirks gewählt, jedoch trat er binnen sechs Monaten vom Richterstuhl zurück, um sich an der Gründung der Republikanischen Partei von Alabama zu beteiligen.

## Gouverneur von Alabama
Smith wurde 1868 für das Amt des Gouverneurs von Alabama nominiert und wurde am 4. Februar 1868 Alabamas erster gewählter republikanischer Gouverneur. Darauf wurde er am 13. Juli 1868 in sein Amt vereidigt. Während seiner Amtszeit ratifizierte die Generalversammlung den 14. Zusatzartikel der Verfassung und wählten US-Senatoren als Vertreter Alabamas. Ferner wurde die University of Alabama wieder eröffnet, der 15. Zusatzartikel der Verfassung durch das Parlament ratifiziert, Schuldscheine für die Erweiterung der staatlichen Eisenbahnen bewilligt und die Erschließung von Alabamas Mineral und natürlichen Ressourcen gefördert. Smith stellte sich 1870 zur Wiederwahl, wurde aber durch den Demokraten Robert B. Lindsay in einem Kopf-an-Kopf-Rennen besiegt. Smith, der sich weigerte, seinen Gouverneurssitz zu räumen, hielt diesen noch drei Wochen nach der Amtseinführung Lindsays. Der zweite Bezirksrichter ordnete Smith an, sein Amt zu räumen, was er auch am 26. November 1870 wirklich tat.

## Weiterer Lebenslauf
Smith erhielt 1873 seine alte Stelle als Richter wieder. Von 1881 bis 1885 war er als Bundesstaatsanwalt für den nördlichen und mittleren Distrikt von Alabama tätig. William Hugh Smith verstarb am 1. Januar 1899 und wurde auf dem Oak Hill Cemetery in Birmingham beigesetzt. Smith war mit Married Lucy Wortham verheiratet und hatte mit ihr acht Kinder.